# Danané
Danané este un oraș din Coasta de Fildeș.